# José Puig Pellicer
José María Puig Pellicer (Barcelona, 12 de junio de 1913-Ibid., 11 de enero de 1980) fue un empresario y dirigente carlista español.
En 1949 fue nombrado por Manuel Fal Conde Jefe Regional de la Comunión Tradicionalista leal a la regencia de Javier de Borbón Parma, en sustitución de Mauricio de Sivatte. Tuvo que hacer frente a la falta de unidad del carlismo catalán, pues los grupos escindidos, octavistas y sivattistas, eran muy numerosos en la región, si bien tras la muerte del archiduque Carlos Pío de Habsburgo-Borbón, los octavistas irían regresando paulatinamente al javierismo. En el ejercicio de su puesto, Puig Pellicer organizó multitudinarios «aplecs» carlistas en Montserrat en los que se exaltó el 18 de Julio y definió la Guerra Civil Española como «Cruzada».
Al cesar Manuel Fal Conde como Jefe Delegado de la Comunión Tradicionalista en 1955, muchos carlistas temían que Don Javier realizaría una política de cesiones al régimen de Franco que concluiría con una posible aceptación de la sucesión a la corona de Don Juan, a quienes algunas personalidades tradicionalistas llegaron a reconocer como rey legítimo de España en 1957. Tras la concentración carlista de Montejurra de 1956, Puig Pellicer participó en una junta organizada por Mauricio de Sivatte que actuó al margen de la Secretaría General presidida por José María Valiente. La llamada Junta Suprema de las Regiones, en la que participaron los representantes carlistas de Cataluña, Aragón, Guipúzcoa, Navarra y Valencia, hizo público un documento confidencial en el que Don Javier reclamaba sus derechos a la corona de España, y emitió el 3 de junio desde Pamplona un manifiesto que criticaba duramente el régimen franquista como «estatista, dictatorial, totalitario, capitalista y socializante».
A mediados de diciembre de 1960 Puig Pellicer dimitió como Jefe Regional de Cataluña, siendo sucedido por Juan Sáenz-Díez, residente en Madrid. En una Junta Regional celebrada en septiembre de 1961, se constató la desorganización, abandono y profunda división de la Cataluña carlista, así como la invasión de las Agrupaciones de Estudiantes Tradicionalistas por «elementos procedentes del socialismo y del separatismo catalán». Posteriormente fue nombrado Jefe Regional José Prat Piera, pero, tras el ascenso de la camarilla de Carlos Hugo a la dirección de la Comunión en abril de 1965, el 28 de octubre de ese año Puig Pellicer era nombrado Delegado Regio para la antigua Corona de Aragón. Tras la dimisión de Valiente como Jefe Delegado, en 1968 Pellicer formó parte de una Junta Suprema Carlista, presidida por Juan José Palomino Jiménez, de la que también formaron parte Ricardo Ruiz de Gauna y Lascurain, Manuel Piorno y Martín de los Ríos, Ignacio Romero Osborne (marqués de Marchelina) y José María Zavala Castella.
En 1971 José Puig Pellicer presidió la citada Junta Suprema Carlista, que un colaborador del semanario ¿Qué pasa? acusó de «una confabulación sin precedentes, traicionando la fe católica, el patriotismo nacional, el fuerismo genuino, y sólo al servicio de don Javier de Borbón-Parma y de don Hugo-Carlos de Borbón, puestos en una actuación política que solamente sirve a la más negra subversión». No obstante, la propia Junta Suprema se vio desbordada por los «edecanes» del príncipe Carlos Hugo y Puig Pellicer no ejercería posteriormente ningún cargo directivo en el llamado Partido Carlista, creado por esas mismas fechas.